# Црква Силаска Светога духа у Врбици
Храм Силаска Светога Духа на апостоле (Света Тројица) у Врбици код Ливна је православни храм Бихаћко-петровачке епархије СПЦ. Подигнут је између Првог и Другог свјетског рата на темељима старе цркве брвнаре. 

## Прошлост
Црква је 1929. године осветио Митрополит дабробосански Петар Зимоњић. Као најстарији парох врбички спомиње се Теодор Козомара. Црква је 1989. године обновљена и освећена 1990. године од стране владике далматинског Николаја. У току рата у БиХ, 1994. године тек обновљена и освећена црква запаљена је од стране војске Републике Хрватске. Обновљен је парохијски дом, који је раније служио као основна школа у селу. Богослужења се тренутно обављају у импровизованој капели, која је у саставу парохијског дома.
За обнову цркве најзаслужнија је Марлеј Лежер, супруга погинулог канадског војника Марка Лежера, који је служио у јединицама СФОР-а на подручју Ливна. Он је касније погинуо у Авганистану. Мештани Врбице, сажаљени над његовом погибијом су написали писмо саучешћа Марлеј Лежер, која је у знак захвалности скупила средства за финансирање обнове цркве и парохијског дома.
Приликом обнове парохијске куће, сада конака манастира, откривене су камене плоче на којима пише за вријеме којих јеромонаха (калуђера) је подигнут конак, односно обнављан. То несумњиво свједочи да су парохију врбичку у ранија времена опслуживали монаси. Одакле су они долазили и ко су били то ће се даљим истраживањем показати. Све до 1933. године, тј. до доношења Устава СП Цркве парохија врбичка припадала је Митрополији дабробосанској, а од 1933. до 1990. године била је у саставу Епархије далматинске, те од 1990. године у саставу Епархије бихаћко-петровачке.
Уочи самога грађанског рата у Босни и Херцеговини (1992. године) храм је био у потпуности обновљен и освећен чином обновљена. Том приликом постављене су и освећене нове иконе, рад иконописне школе манастира Жиче. На жалост, крајем 1994. године војска Републике Хрватске и припадници ХВО-а окупирали су село Врбицу и већи дио Лијевљанског поља. Том приликом црква је запаљена и све њене драгоцјености, осим икона, које је прије паљења храма успио извући данас већ покојни фра Марко Гело, фрањевац из Лијевна, које је послије рата иконе предао Епархији бихаћко-петровачкој, а које се данас чувају у Манастиру Рмњу и које ће бити пренесене поново у манастир Врбицу

## Видјети
- Врбица
- Ливно
- Свети дух